# Букреева, Елена Константиновна
Елена Константиновна Букреева (род. 14 августа 1965, СССР) — советская спортсменка, гимнастка и телеведущая. Заслуженный мастер спорта СССР по художественной гимнастике. Была ведущей серии выпусков телевизионных передач «Ритмическая гимнастика».

## Биография
Родилась 14 августа 1965 года.
С 11 лет занималась художественной гимнастикой, была одной из представительниц советской спортивной школы. С 1979 г. выступала на соревнованиях в групповом упражнении вместе с Т. Воротынцевой, С. Гусевой, С. Кудиновой, Н. Курочкиной и О. Родионовой. Журналисты газеты «Советский спорт» в своё время прозвали их команду «великолепной шестеркой». В этом составе в 1982 году девушки выиграли золотые медали в групповом упражнении с мячом на чемпионате Европы в Ставангере. В 1983 году на первом кубке мира по художественной гимнастике в Белграде они повторили свое достижение.
Когда в середине 1980-х годов в моду вошла аэробика — ритмическая гимнастика под музыку, в Главной редакции спортивных программ Центрального телевидения было принято решение популяризировать телевизионные спортивные передачи, руководство набрало группу привлекательных развитых девушек и записало несколько выпусков комплекса физических упражнений (ритмической гимнастики). Главная ставка при этом была сделана на школу художественной гимнастики СССР. Так Елена Букреева стала телеведущей этой программы. Она вела третий (март-апрель 1985, авторы музыки — Жан Мишель Жарр и Виктор Резников) и шестой выпуски (октябрь-декабрь 1986, автор музыки — Крис Кельми), а также выпуск под названием «Квартира» («Четыре ведущие»).